# Ясковский, Павел Павлович
Павел Павлович Ясковский (5 апреля 1946, Москва — 20 июля 2021, Москва) — геолог, доктор геолого-минералогических наук, профессор МГРИ. Специалист в области геологии месторождений урана и методики разведки рудных месторождений.. Стаж научно-педагогической работы в МГРИ — 50 лет.

## Биография
Ясковский П. П. родился 5 апреля 1946 г. в Москве. В 1964 году он поступил в МГРИ на геологоразведочный факультет, окончив его с отличием в 1969 году по специальности «Геология и разведка месторождений полезных ископаемых».

### Научная деятельность

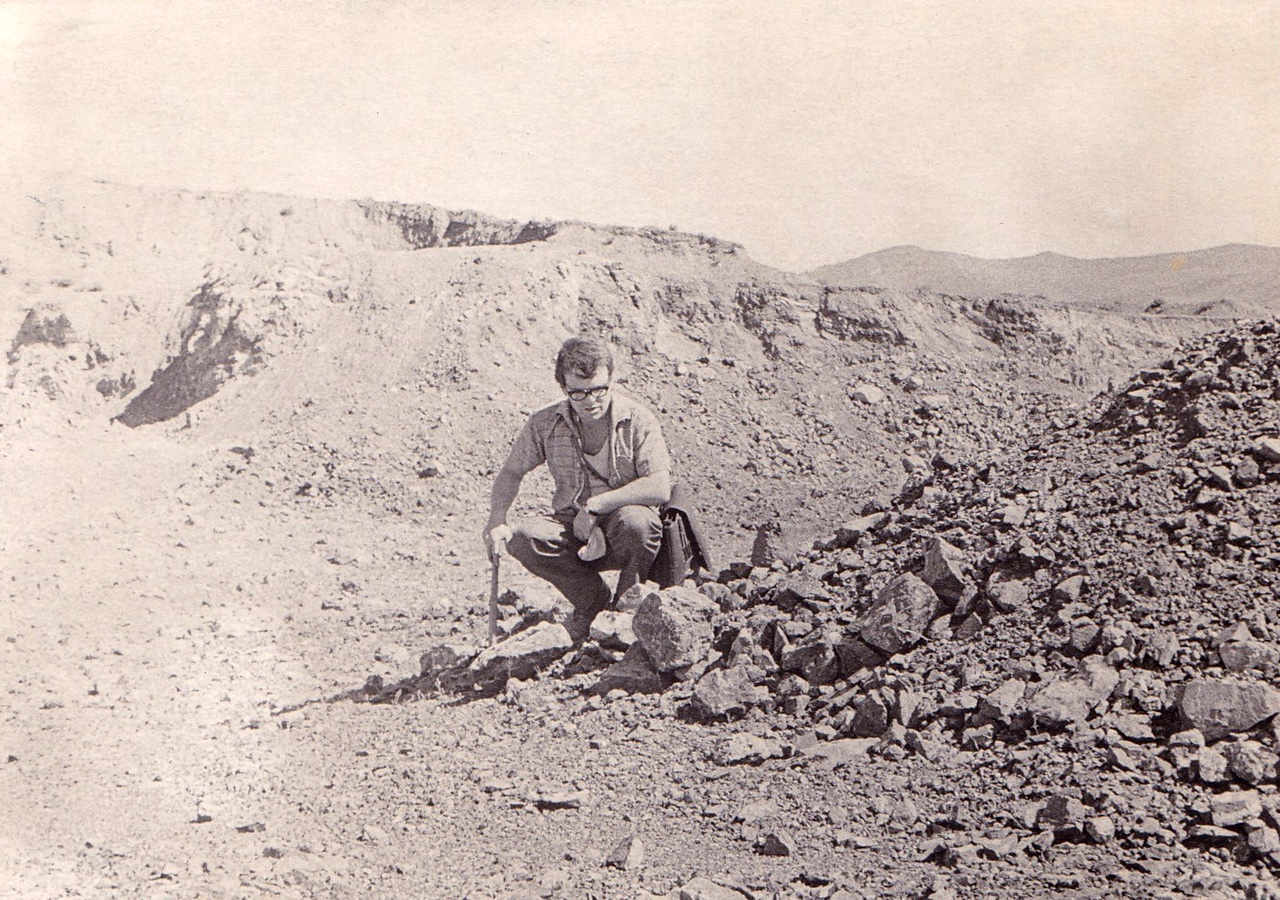
П. П. Ясковский в экспедиции в Забайкалье (поселок Кличка), 1971 г.

С 1969 года Ясковский П. П. работал на кафедре МГРИ «Методики поисков и разведки месторождений полезных ископаемых». В 1975 году защитил кандидатскую диссертацию «Количественная оценка строения прерывистых рудных залежей при их разведке и подсчёте запасов (на примере Грачевского уранового месторождения» (руководитель А. Б. Каждан). В 1991 году Ясковский защитил докторскую диссертацию по морфометрии урановых месторождений на тему «Количественная оценка сложности строения рудных залежей как основа оптимизации разведанности месторождений».
Ясковский П. П. вёл научное направление, связанное с оптимизацией разведочной сети и оценкой минерально-сырьевой базы. В 1976—1980 годах он являлся экспертом отдела металлов ГКЗ СССР. По представлению ГКЗ принимал участие в экспертизах по подсчету запасов крупнейших месторождений СССР (Никитовское, Трудовое, Балейское, Нежданинское). В качестве ответственного исполнителя и руководителя научно-исследовательских работ занимался оптимизацией разведочных работ на урановых месторождениях Забайкалья, Якутии, Северного Казахстана и Средней Азии. Результаты этих исследований позволили развить новое научное направление по оптимизации разведочных работ на основе разработанной Ясковским методики морфометрического анализа при разведке месторождений.
Ясковский П. П. являлся автором и соавтором около 200 публикаций по методике разведки, оценке месторождений, учебно-методическим работам и истории геологоразведки. В разные годы он подготовил комплексы демонстрационной графики, системы контроля знаний студентов, учебные и методические пособия (в том числе более 15 различных учебных пособий по методике проведения геологоразведочных работ и оценке месторождений), конспекты лекций, рабочие программы по курсам кафедры.
В 2011—2012 гг. П. П. Ясковский активно участвовал в написании материалов для Российской Геологической Энциклопедии (т. 2 и т.3). В последние годы жизни он также работал над составлением научных биографий сотрудников кафедры и знаменитых геологов.

### Педагогическая деятельность

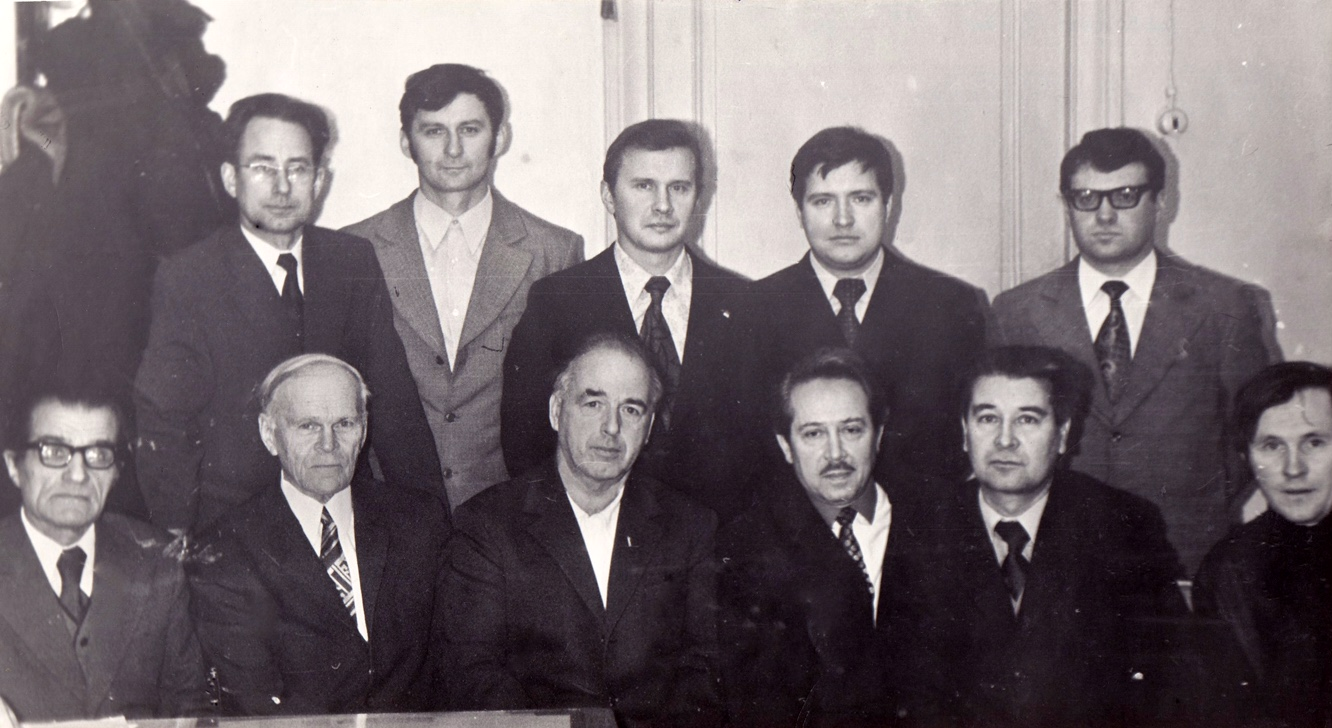
Кафедра МПИ МГРИ. Нижний ряд слева направо: В. В. Аристов, Д. А. Зенков, А. Б. Каждан, Н. Н. Соловьев, Л. П. Кащеев, В. А. Хонин. Верхний ряд слева направо: А. Н. Роков, В. А. Арсеньев, О. И. Гуськов, П. И. Кушнарев, П. П. Ясковский. 1976 г.

Ясковский П. П. вел лекционные и спецкурсы по разведке и оценке месторождений по темам:
- Методика поисков и разведки мпи
- Введение в специальность
- Основы поисков и разведки мпи
- Методика оценки минерально-сырьевой базы

Ясковский П. П. проводил практические работы, руководил курсовым проектированием для студентов дневной, вечерней и заочной форм обучения, принимал участие в подготовке научных кадров. Подготовил одного кандидата г.-м. наук, осуществлял руководство двумя соискателями, являлся официальным оппонентом ряда диссертационных работ, неоднократно давал отзывы на диссертационные работы.
В 1993—1996 гг. Ясковский П. П. получил квалификацию «Педагог высшей школы».

### Награды и премии
В 2006 году награждён нагрудным знаком «Почетный работник высшего профессионального образования Российской Федерации».

### Смерть
Умер 20 июля 2021 года в Москве после тяжёлой болезни.  Урна с прахом захоронена в колумбарии № 22 Нового Донского кладбища города Москвы.

## Семья
- мать Ясковская Эльза Людвиговна (1905—1983)
- отец Фёрстерлинг Пауль Альбертович (1899—1949)
- жена Ясковская (Жарова) Валентина Васильевна (1945—2021)
  - дочь Ясковская Эльза Павловна (род. 1974)
  - дочь Терехова (Ясковская) Элеонора Павловна (род. 1983)
    - внучка Терехова Алиса Павловна (род. 2005)

## Избранные труды
- «Геологические основы проектирования разведочных работ: Учебное Пособие». Москва, МГРИ, 1983[2]
- «Искусство научной работы (Практическое руководство для аспирантов и соискателей)», Министерство общего и профессионального образования РФ. Московская государственная геологоразведочная академия, Экспериментальный центр переподготовки и повышения квалификации научно-педагогических и руководящих кадров. Москва, 1998.[3]
- «Количество и качество полезных ископаемых при оценке месторождений: Избран. лекции для студентов геологов и экономистов по курсу „Разведка и геолого-экономическая оценка месторождений полезных ископаемых“»; М-во образования Рос. Федерации. Московская государственная геологоразведочная академия им. С. Орджоникидзе. Москва, 2001.[4]
- «Географо-экономические условия при оценке месторождений. Учебное пособие.» М-во образования и науки Российской Федерации, Российский гос. геологоразведочный ун-т им. Серго Орджоникидзе. Москва, РГГРУ, 2010.[5]
- «Школа профессора А. Б. Каждана (к 100-летию со дня рождения)». Кафедра методики МГРИ-РГГРУ. Москва, 2014.[6]
- «Десять портретов в одной рамке: очерки о российских геологоразведчиках». ВИМС. Москва, 2015.[7]